# 箨
箨是竹的特化叶片。又分为秆箨与笋箨：秆箨又称为竹箨，是着生于节环上方的包覆鞘状物；笋箨则为笋的外壳，在竹笋萌发时包被于笋体外围；两者都有保护植株的功能。
箨发育特色为：每节一片、左右互生、相对包覆于秆或笋的外围。
箨的结构与叶相似，分为：箨鞘、箨耳、箨舌、箨叶；箨鞘相当于叶鞘，但面积大而为包覆的主要结构，其顶端两侧常具箨耳，箨鞘顶端内面又常具箨舌，相当于叶舌，而箨叶也长在箨鞘顶端，相当于叶身（叶片），但短小呈三角形。箨的外型与质地（革质、膜质、纸质）与是否自动脱落或宿存，在竹亚科的鉴别分类上有重要的参考价值。

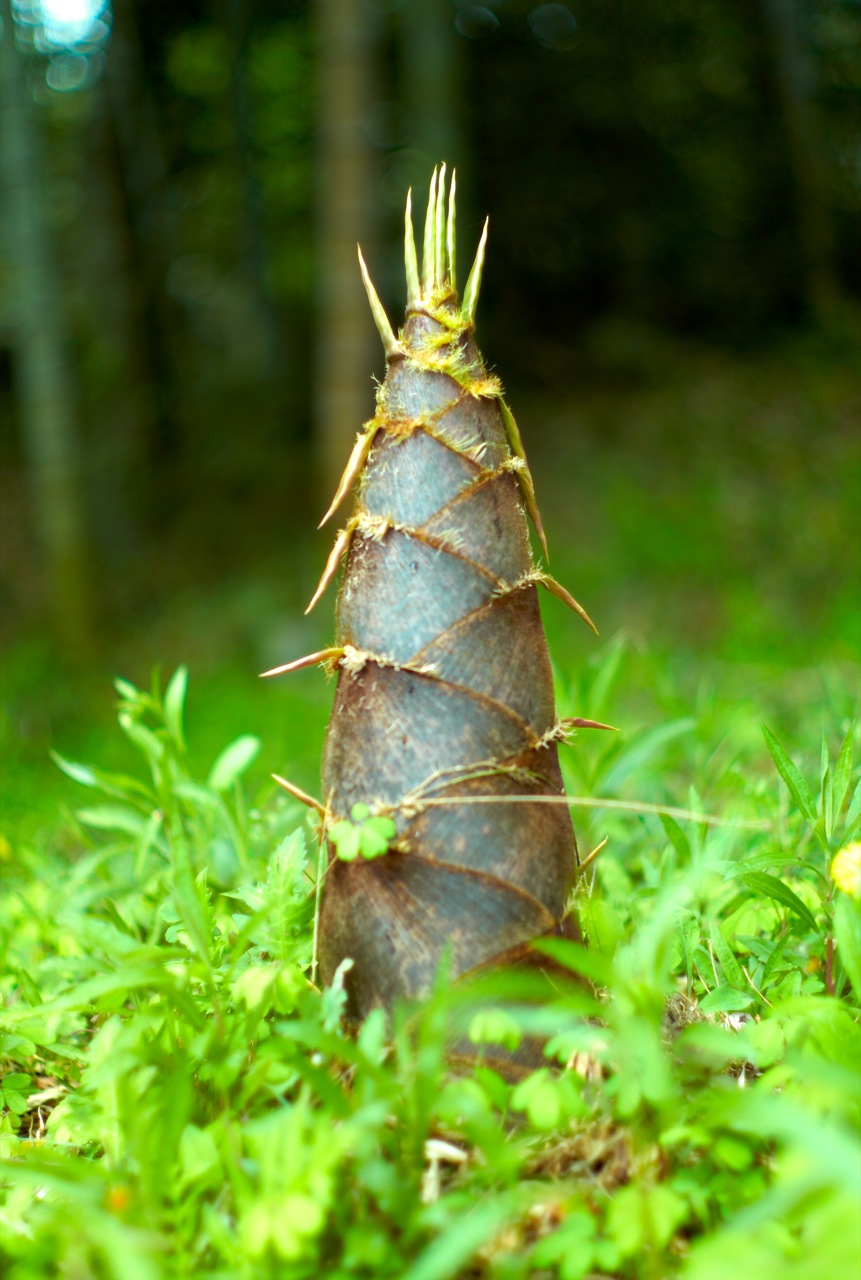
竹笋外围包被笋箨
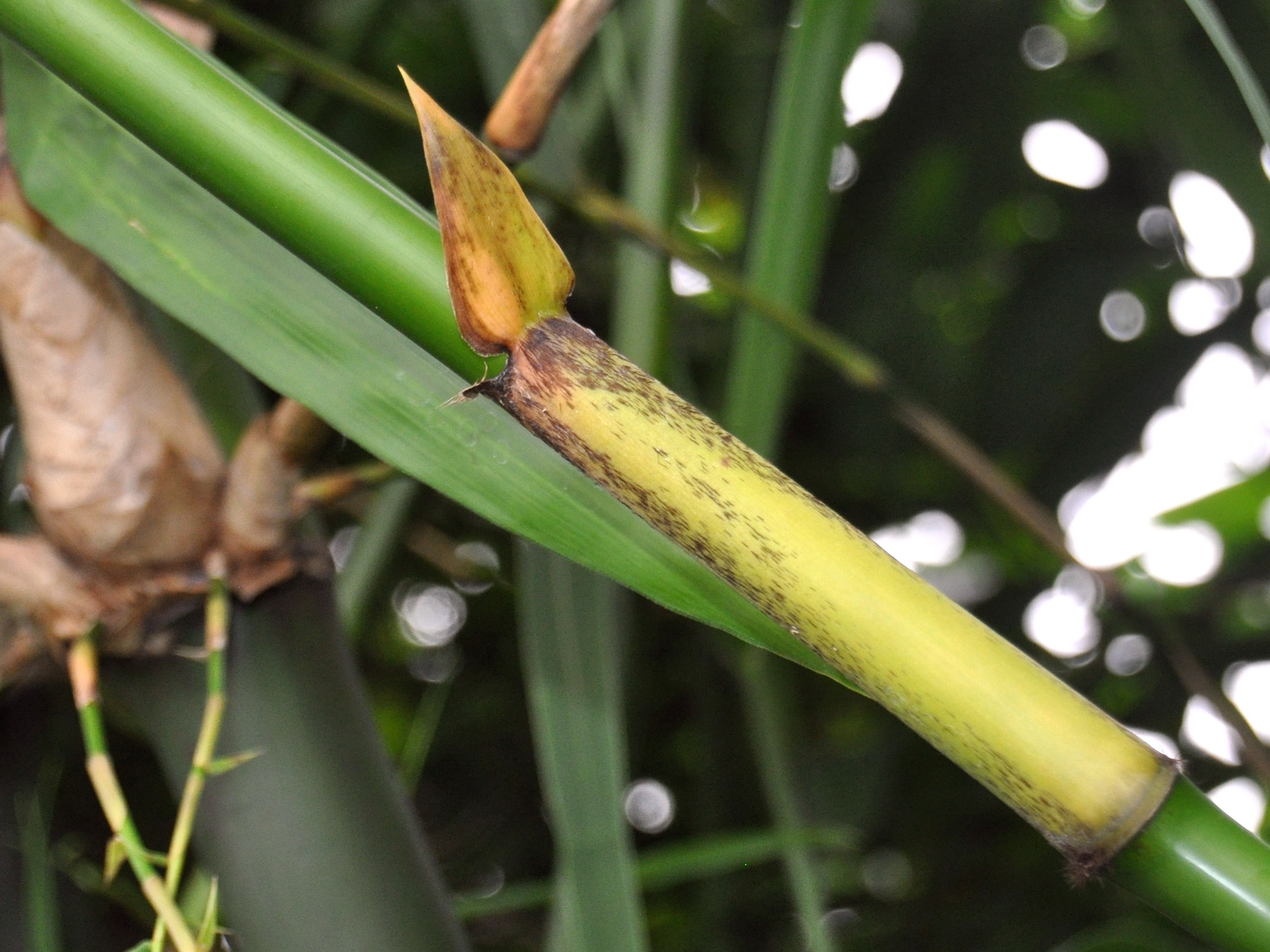
大佛肚竹的秆箨
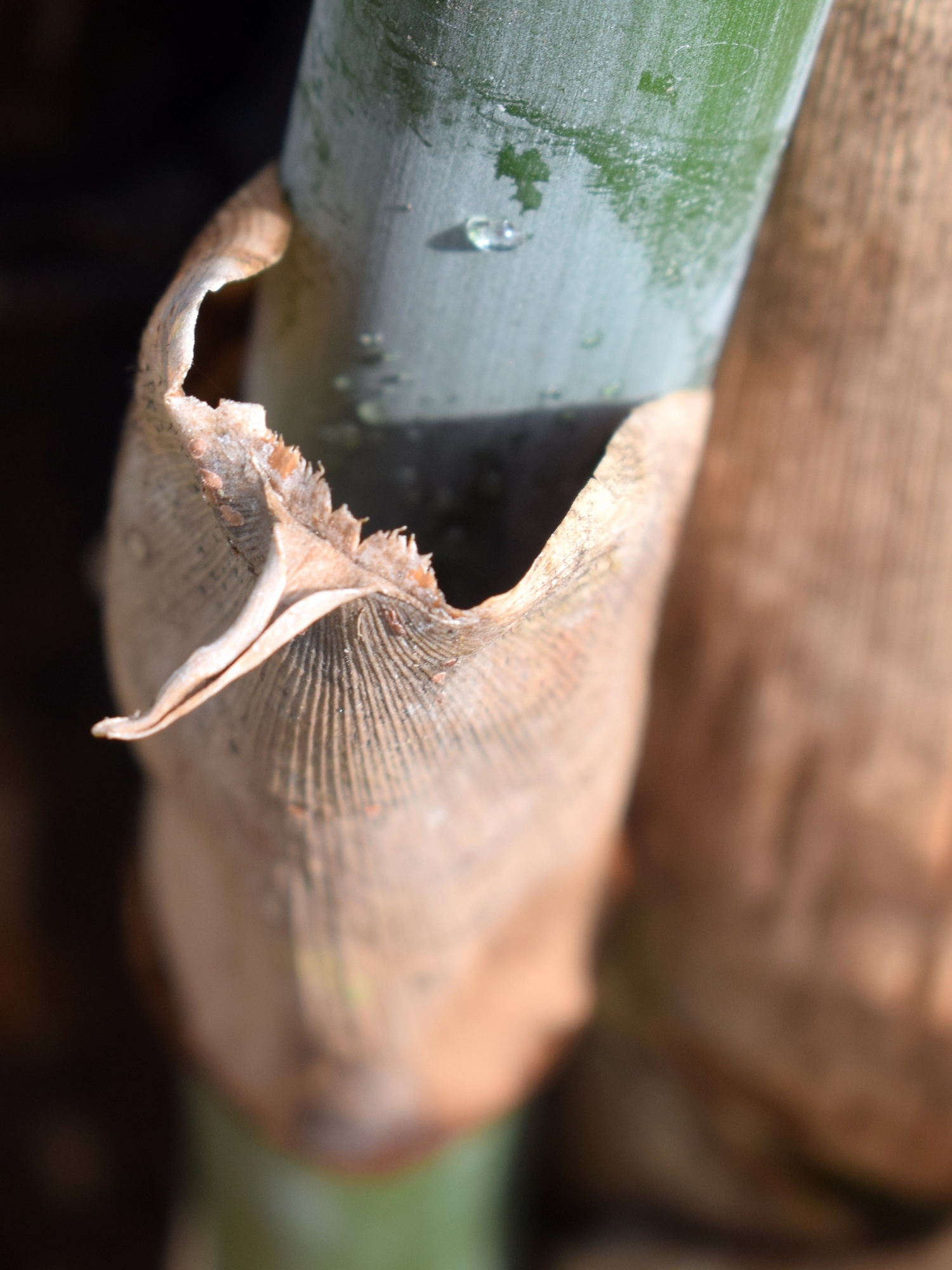
具箨舌的簕竹秆箨